# Kim (film)
Pour les articles homonymes, voir Kim.
Pour plus de détails, voir Fiche technique et Distribution.
Kim  est un film d'espionnage américain réalisé par Victor Saville, sorti en 1950.
Il s'agit d'une adaptation du roman de Rudyard Kipling Kim, publié en 1901.

## Synopsis
Kim est un jeune orphelin, qui arpente les rues de Lahore. Un jour il fait la rencontre d'un lama et accepte de le suivre dans une quête initiatique. Lorsque les autorités britanniques découvrent son origine, il est placé dans une école anglaise. Son goût de la liberté s'accorde mal avec la discipline que l'on attend d'un fils d'officier de sa Gracieuse Majesté. Sa connaissance des Indiens et de leurs coutumes ainsi que son habileté à se faire passer pour un Indien vont faire de lui un espion pour les Britanniques, qui tentent d'empêcher une révolution en Inde.

## Fiche technique
- Direction artistique : Cedric Gibbons et Hans Peters
- Décors de plateau : Edwin B. Willis, Hugh Hunt et Arthur Krams
- Costumes : Valles
- Photographie : William V. Skall
- Montage : George Boemler
- Musique : André Previn
- Production : Leon Gordon
- Société de distribution : MGM
- Langue : anglais
- Format : Couleurs (Technicolor) - 1.37:1 - 35 mm
- Affiche : Boris Grinsson (France)

## Distribution
- Errol Flynn  (V.F : Jean Davy) : Mahbub Ali
- Dean Stockwell : Kim
- Paul Lukas : Lama
- Robert Douglas : Colonel Creighton
- Richard Hale (V.F : Jean-Henri Chambois)  :  Hassan Bey
- Arnold Moss : Lurgan Sahib

Acteurs non crédités
- Michael Ansara : Un garde du harem
- Movita Castaneda : La femme avec un enfant
- Merrill McCormick : Un éleveur de chèvres
- Lal Chand Mehra : Un policier
- Jeanette Nolan : La mère de Foster